# Don Edwards (Musiker)
Don Edwards (* 20. März 1939 in Boonton, New Jersey; † 23. Oktober 2022) war ein US-amerikanischer Sänger und Schauspieler. Er widmete sich hauptsächlich dem überlieferten Liedgut der Cowboys und galt als einer der wichtigsten zeitgenössischen Vertreter der Western Music. Einige seiner Aufnahmen wurden in die „Folklore Archives“ der Library of Congress aufgenommen.

## Leben

### Kindheit und Jugend
Edwards’ Vater arbeitete als Magier in der Vaudeville-Szene. Zwar reduzierte er zugunsten seiner Familie sein diesbezügliches Pensum, trat jedoch weiterhin öffentlich auf. Der junge Don Edwards wurde somit bereits in frühester Kindheit mit dem Show-Business und den verschiedensten musikalischen Einflüssen konfrontiert, vor allem auch durch die umfangreiche Plattensammlung seines Vaters. Im Alter von zehn Jahren begann er, sich selbst das Gitarrenspiel beizubringen, als er 16 Jahre alt war, verließ er sein Elternhaus, um in Texas Arbeit auf den Ölfeldern oder auf Ranches zu finden.
Seit jeher war er besonders fasziniert gewesen vom Mythos des Westens und von der Welt der Cowboys: er verschlang die Romane des kanadischen Schriftstellers Will James und bewunderte Leinwandhelden wie Tom Mix und Ken Maynard, aber auch Singende Cowboys wie Gene Autry. Während seiner Teenagerzeit zog er mit Rodeos umher und arbeitete auf verschiedenen Ranches in Texas und New Mexico. Nach eigenen Angaben war er so versessen darauf, das ersehnte Leben eines Cowboys zu führen, dass er anfangs sogar ohne Bezahlung arbeitete: „When I first came down to Texas, I worked for nothing, just to be a part of it.“ Als 1961 die Freizeitpark-Kette Six Flags ihren Park Six Flags Over Texas eröffnete, ergatterte er einen ersten „richtigen“ Job als Schauspieler, Stuntman und Sänger, den er fünf Jahre lang behielt.

### Karriere
1965 ging er nach Nashville, um sein Glück als Sänger zu versuchen. Allerdings waren seine Cowboy-Songs zu dieser Zeit nicht mehr gefragt, er veröffentlichte schließlich ein Album mit traditionellen Liedern und eigenen Kompositionen bei dem Independent-Label Stop, mit mäßigem Erfolg. Edwards ging daraufhin zurück nach Texas und ließ sich in der Nähe von Fort Worth nieder, wo er weiterhin als Musiker tätig war.
1980 nahm er mit Hilfe des Country-DJs Larry Scott (nicht zu verwechseln mit dem gleichnamigen Bodybuilder) das Album Happy Cowboy auf, das er auf seinem eigenen Label Sevenshoux veröffentlichte. Unterstützt wurde er dabei von Musikern, die bereits mit Gene Autry und den Sons of the Pioneers gespielt hatten. Mitte der 1980er beschloss er nach einem Besuch des Cowboy Poetry Gathering in Elko, Nevada, ein Tribute-Album für Jack Thorpe aufzunehmen, einen Historiker, der um die Jahrhundertwende als einer der ersten begonnen hatte, das überlieferte Liedgut der Cowboys zu sammeln. Das mit einem Begleitbuch ausgestattete Songs of the Cowboys wurde inzwischen in die „Folklore Archives“ der Library of Congress aufgenommen, ebenso wie sein Album Guitars & Saddle Songs.
Edwards großer Durchbruch kam Ende der 1980er-Jahre, als er im Zusammenhang mit dem Revival der Western Music „entdeckt“ wurde, in den 1990er-Jahren gehörte er neben Michael Martin Murphey und den Sons of the San Joaquin zu den Aushängeschildern des damals neu gegründeten Warner Western Labels. Nachdem Warner Ende der 1990er-Jahre sein Engagement in diesem Genre beendet hatte, gründete Edwards mit anderen Künstlern das Label Western Jubilee, das sich abseits des Mainstreams der traditionellen Musik widmet.
1993 jodelte er auf Nanci Griffiths Version von Night Rider's Lament, das auf ihrem mit dem Grammy Award ausgezeichneten Album Other Voices, Other Rooms veröffentlicht wurde.
Einer größeren Öffentlichkeit wurde Edwards durch seine Rolle des Smokey an der Seite von Robert Redford in dem Film Der Pferdeflüsterer (1998) bekannt. Zudem steuerte er zu Werner Herzogs Dokumentation Grizzly Man (2005) den Song Coyotes bei, der am Ende des Films zu hören ist.

## Werk
Don Edwards gilt heute als einer der bedeutendsten Vertreter der Western Music. Michael Martin Murphey bezeichnete ihn als „one of the finest pure cowboy singers I’ve ever heard“, Roy Rogers verglich ihn mit Marty Robbins und Bob Nolan. Edwards selbst bezeichnet seine Musik als „cowboy folk music“, die er als das traditionelle Liedgut der Cowboys definiert, das sich stilistisch und inhaltlich nicht unerheblich von der verklärenden Musik eines Gene Autry oder Roy Rogers unterscheidet: “‘Western’ music was the romantic West, Gene Autry, Roy Rogers, Sons of the Pioneers, that was more of the romantic West. And then you had cowboy music, which was basically cowboy folk music, which came out of the old country and into the Appalachians and from the Cumberlands to the cow camps.”„Traditional cowboy music is basically a part of folk music. It’ pretty much songs that were collected from among cowboys. When I say ‘cowboys’, I mean working cowboys, not movie cowboys.“'
Auch der Einordnung in die Kategorie Country-Musik hat er stets entschieden widersprochen. Besonderen Wert legte er darauf, dass sein mit Peter Rowan aufgenommenes Album High Lonesome Cowboy (2002) im Jahr 2003 für einen Grammy in der Sparte Best Traditional Folk Album nominiert war, anstatt in der Sparte Country. Gleiches gilt für die die Auszeichnung Traditional Album of the Year, die er 1998 von der Association For Independent Music (der sogenannte Indie Award) für sein Album Saddle Songs (Vol. 1) erhalten hatte.
2005 wurde Don Edwards in die Hall of Fame der Western Music Association aufgenommen, nachdem er bereits 1997 und 1998 den Artist of the Year Award erhalten hatte. Den Western Heritage Wrangler Award for Outstanding Traditional Western Music der National Cowboy Hall of Fame  erhielt er 1992 und 1996.
Das National Cowboy and Western Heritage Museum verlieh ihm im April 2010 den nach dem Gründer des Museums benannten Chester A. Reynolds Memorial Award, mit dem Personen ausgezeichnet werden, die sich in besonderer Weise um die Ideale, die Geschichte und das Vermächtnis des amerikanischen Westens verdient gemacht haben.

## Diskografie
- 1980 Happy Cowboy
- 1986 Songs of the Cowboy
- 1992 Songs Of The Trail
- 1993 Goin' Back To Texas
- 1994 The Bard and the Balladeer: Live from Cowtown (mit Waddie Mitchell)
- 1996 West Of Yesterday
- 1997 Saddle Songs
- 1998 Best Of Don Edwards
- 1998 My Hero, Gene Autry: A Tribute
- 1999 A Pair To Draw To
- 2000 A Prairie Portrait
- 2001 On the Trail (mit Waddie Mitchell)
- 2001 Kin To The Wind: Memories Of Marty Robbins
- 2002 High Lonesome Cowboy
- 2003 Last Of The Troubadours: Saddle Songs Vol. 2
- 2004 High Lonesome Cowboy (mit Peter Rowen)
- 2006 Moonlight & Skies
- 2009 Heaven on Horseback
- 2011 American
- 2013: Just Me & My Guitar